# Villard-Bonnot
Villard-Bonnot település Franciaországban, Isère megyében. Lakosainak száma 7445 fő (2022. január 1.). Villard-Bonnot Bernin, La Combe-de-Lancey, Crolles, Froges, Laval-en-Belledonne, Sainte-Agnès, Saint-Ismier, Saint-Nazaire-les-Eymes és Le Versoud községekkel határos.

## Népesség
A település népessége az elmúlt években az alábbi módon változott:
| Lakosok száma | 6375 | 6039 | 6382 | 7265 | 7266 | 7096 | 7107 | 7249 | 7324 | 7445 |
|               | 1968 | 1982 | 1990 | 2006 | 2013 | 2015 | 2017 | 2019 | 2020 | 2022 |